# 1867年
1867年（1867 ねん）は、西暦（グレゴリオ暦）による、火曜日から始まる平年。

## 他の紀年法
- 干支：丁卯
- 日本（天保暦）
  - 慶応2年11月26日 - 慶応3年12月6日
  - 皇紀2527年
- 清：同治5年11月26日 - 同治6年12月6日
- 朝鮮

  - 李氏朝鮮 : 高宗4年
  - 檀紀4200年
- 阮（ベトナム）：嗣徳20年
- 仏滅紀元：2409年 - 2410年
- イスラム暦：1283年8月24日 - 1284年9月5日
- ユダヤ暦：5627年4月24日 - 5628年4月5日
- 修正ユリウス日(MJD)：2967 - 3331
- リリウス日(LD)：103808 - 104172

※皇紀は、太陽暦採用と共に1873年に施行された。

※檀紀は、大韓民国で1948年9月25日に法的根拠を与えられたが、1961年年号廃止の法令を制定。それに伴い、1962年1月1日からは公式な場での使用を禁止。

## カレンダー
| 1月 |    |    |    |    |    |    |
| 日  | 月 | 火 | 水 | 木 | 金 | 土 |
|     |    | 1  | 2  | 3  | 4  | 5  |
| 6   | 7  | 8  | 9  | 10 | 11 | 12 |
| 13  | 14 | 15 | 16 | 17 | 18 | 19 |
| 20  | 21 | 22 | 23 | 24 | 25 | 26 |
| 27  | 28 | 29 | 30 | 31 |    |    |
|     |    |    |    |    |    |    |

| 2月 |    |    |    |    |    |    |
| 日  | 月 | 火 | 水 | 木 | 金 | 土 |
|     |    |    |    |    | 1  | 2  |
| 3   | 4  | 5  | 6  | 7  | 8  | 9  |
| 10  | 11 | 12 | 13 | 14 | 15 | 16 |
| 17  | 18 | 19 | 20 | 21 | 22 | 23 |
| 24  | 25 | 26 | 27 | 28 |    |    |
|     |    |    |    |    |    |    |

| 3月 |    |    |    |    |    |    |
| 日  | 月 | 火 | 水 | 木 | 金 | 土 |
|     |    |    |    |    | 1  | 2  |
| 3   | 4  | 5  | 6  | 7  | 8  | 9  |
| 10  | 11 | 12 | 13 | 14 | 15 | 16 |
| 17  | 18 | 19 | 20 | 21 | 22 | 23 |
| 24  | 25 | 26 | 27 | 28 | 29 | 30 |
| 31  |    |    |    |    |    |    |
|     |    |    |    |    |    |    |

| 4月 |    |    |    |    |    |    |
| 日  | 月 | 火 | 水 | 木 | 金 | 土 |
|     | 1  | 2  | 3  | 4  | 5  | 6  |
| 7   | 8  | 9  | 10 | 11 | 12 | 13 |
| 14  | 15 | 16 | 17 | 18 | 19 | 20 |
| 21  | 22 | 23 | 24 | 25 | 26 | 27 |
| 28  | 29 | 30 |    |    |    |    |
|     |    |    |    |    |    |    |

| 5月 |    |    |    |    |    |    |
| 日  | 月 | 火 | 水 | 木 | 金 | 土 |
|     |    |    | 1  | 2  | 3  | 4  |
| 5   | 6  | 7  | 8  | 9  | 10 | 11 |
| 12  | 13 | 14 | 15 | 16 | 17 | 18 |
| 19  | 20 | 21 | 22 | 23 | 24 | 25 |
| 26  | 27 | 28 | 29 | 30 | 31 |    |
|     |    |    |    |    |    |    |

| 6月 |    |    |    |    |    |    |
| 日  | 月 | 火 | 水 | 木 | 金 | 土 |
|     |    |    |    |    |    | 1  |
| 2   | 3  | 4  | 5  | 6  | 7  | 8  |
| 9   | 10 | 11 | 12 | 13 | 14 | 15 |
| 16  | 17 | 18 | 19 | 20 | 21 | 22 |
| 23  | 24 | 25 | 26 | 27 | 28 | 29 |
| 30  |    |    |    |    |    |    |
|     |    |    |    |    |    |    |

| 7月 |    |    |    |    |    |    |
| 日  | 月 | 火 | 水 | 木 | 金 | 土 |
|     | 1  | 2  | 3  | 4  | 5  | 6  |
| 7   | 8  | 9  | 10 | 11 | 12 | 13 |
| 14  | 15 | 16 | 17 | 18 | 19 | 20 |
| 21  | 22 | 23 | 24 | 25 | 26 | 27 |
| 28  | 29 | 30 | 31 |    |    |    |
|     |    |    |    |    |    |    |

| 8月 |    |    |    |    |    |    |
| 日  | 月 | 火 | 水 | 木 | 金 | 土 |
|     |    |    |    | 1  | 2  | 3  |
| 4   | 5  | 6  | 7  | 8  | 9  | 10 |
| 11  | 12 | 13 | 14 | 15 | 16 | 17 |
| 18  | 19 | 20 | 21 | 22 | 23 | 24 |
| 25  | 26 | 27 | 28 | 29 | 30 | 31 |
|     |    |    |    |    |    |    |

| 9月 |    |    |    |    |    |    |
| 日  | 月 | 火 | 水 | 木 | 金 | 土 |
| 1   | 2  | 3  | 4  | 5  | 6  | 7  |
| 8   | 9  | 10 | 11 | 12 | 13 | 14 |
| 15  | 16 | 17 | 18 | 19 | 20 | 21 |
| 22  | 23 | 24 | 25 | 26 | 27 | 28 |
| 29  | 30 |    |    |    |    |    |
|     |    |    |    |    |    |    |

| 10月 |    |    |    |    |    |    |
| 日   | 月 | 火 | 水 | 木 | 金 | 土 |
|      |    | 1  | 2  | 3  | 4  | 5  |
| 6    | 7  | 8  | 9  | 10 | 11 | 12 |
| 13   | 14 | 15 | 16 | 17 | 18 | 19 |
| 20   | 21 | 22 | 23 | 24 | 25 | 26 |
| 27   | 28 | 29 | 30 | 31 |    |    |
|      |    |    |    |    |    |    |

| 11月 |    |    |    |    |    |    |
| 日   | 月 | 火 | 水 | 木 | 金 | 土 |
|      |    |    |    |    | 1  | 2  |
| 3    | 4  | 5  | 6  | 7  | 8  | 9  |
| 10   | 11 | 12 | 13 | 14 | 15 | 16 |
| 17   | 18 | 19 | 20 | 21 | 22 | 23 |
| 24   | 25 | 26 | 27 | 28 | 29 | 30 |
|      |    |    |    |    |    |    |

| 12月 |    |    |    |    |    |    |
| 日   | 月 | 火 | 水 | 木 | 金 | 土 |
| 1    | 2  | 3  | 4  | 5  | 6  | 7  |
| 8    | 9  | 10 | 11 | 12 | 13 | 14 |
| 15   | 16 | 17 | 18 | 19 | 20 | 21 |
| 22   | 23 | 24 | 25 | 26 | 27 | 28 |
| 29   | 30 | 31 |    |    |    |    |
|      |    |    |    |    |    |    |

## できごと

### 1月
- 1月8日 - 米国コロンビア特別区で黒人が選挙権を獲得。
- 1月10日（慶応2年12月5日） - 徳川慶喜が第15代征夷大将軍に就任。
- 1月30日（慶応2年12月25日） - 孝明天皇崩御（発表 慶応2年12月29日）。

### 2月
- 2月12日 - 北ドイツ連邦憲法制定議会の選挙。自由主義右派政党国民自由党が第一党。
- 2月13日（慶応3年1月9日）
  - 睦仁親王践祚（明治天皇）。
  - ヨハン・シュトラウス2世ワルツ「美しく青きドナウ」初演（ウィーン）。
- 2月15日（慶応3年1月11日） - 徳川昭武・渋沢栄一ら幕府代表としてパリ万博視察のためフランスに向けて出発。
- 2月17日 - 最初の船がスエズ運河を通過。
- プロイセン首相ビスマルクの後押しで南ドイツ三国（バイエルン、 ヴュルテンベルク、バーデン）がシュトゥットガルトで会議し、プロイセン型軍制改革を決議。

### 3月
- 3月1日 - 米国でネブラスカが37番目に州となる。
- 3月16日 - ジョゼフ・リスターが消毒手術法を発表。
- 3月29日
  - 英国で英領北アメリカ法勅許（7月1日に自治領カナダ成立を承認）。
  - 米国議会がリンカーン記念碑協会を承認。
- 3月30日 - 米国がロシア帝国よりアラスカを購入。
- 北ドイツ連邦首相ビスマルクとフランス皇帝ナポレオン3世の間でルクセンブルク危機（英語版）。

### 4月
- 4月1日
  - パリ万国博覧会開幕（10月31日まで）: 日本が初展示。
  - シンガポール等海峡植民地が英国植民地省の直轄となる。
- 4月7日（慶応3年3月3日） - 横須賀製鉄所ドック起工（1871年竣工）。
- 4月16日 - 北ドイツ連邦憲法制定（7月1日公布）。
- 4月27日 - シャルル・グノーオペラ「ロメオとジュリエット」初演（パリ）。

### 5月
- 5月7日 - アルフレッド・ノーベルがダイナマイトの初特許を英国で取得（1866年発明）。
- 5月11日 - ルクセンブルク危機をめぐってロンドン会議（英語版）。ロンドン条約が締結されてルクセンブルクは永世中立国となるも普仏関係は最悪の状態へ。
- 5月20日
  - 英国議会がジョン・スチュアート・ミル提議の婦人参政権案を否決。
  - ロイヤル・アルバート・ホール起工式(ヴィクトリア女王)。
- 5月29日 - オーストリア＝ハンガリー帝国成立（アウスグライヒ）。

### 6月
- 6月8日 - オーストリア皇帝フランツ・ヨーゼフ1世がハンガリー王としても戴冠。
- 6月19日 - メキシコ帝国皇帝マクシミリアンが銃殺刑に処される。
- 6月20日 - ジョンソン米大統領がアラスカ購入を公表。
- 江戸幕府が条約締結国の国民と日本人との婚姻を許可する通達を出す。

### 7月
- 7月1日 - 自治領カナダ成立。
- 7月14日（慶応3年6月13日） - 浦上四番崩れ。
- 7月15日 - ベニート・フアレスがメキシコの共和制への復帰を宣言。
- 7月16日 - ジョゼフ・モニエ(Joseph Monier) が鉄筋コンクリートの特許を取得。
- 7月17日 - ハーバード大学歯学部創立（米国初の歯学部）。
- 7月25日 - ルシアン・スミス(Lucien B. Smith)が有刺鉄線の米国特許を取得。
- 7月29日（慶応3年6月28日） - 一條美子（後の昭憲皇太后）が明治天皇の女御に決定。

### 8月
- 8月4日（慶応3年7月5日） - 築地外国人居留地着工。
- 8月15日 - イギリスで1867年改正選挙法施行。
- 8月28日（慶應3年7月29日）
  - 中岡慎太郎が陸援隊を組織。
  - 米国がミッドウェー島領有を宣言。
- （慶応3年7月） - ええじゃないかが始まる。

### 9月
- 9月2日 – 日本の明治天皇が昭憲皇后と結婚する。 皇后は春子と名を改める。
- 9月4日 – シェフィールド水曜日がシェフィールドのアデルフィ・ホテルで設立される。
- 9月14日 – 『資本論』の第 1 巻が、カール・マルクスによって出版される。
- 9月30日 – アメリカがミッドウェイ島を制圧。

### 10月
- 10月1日 - カール・マルクス『資本論』第1部刊行。
- 10月9日（慶応3年9月12日） - 江戸・大坂間に蒸気飛脚船開設。
- 10月16日 - アラスカでグレゴリオ暦導入。
- 10月18日 - アラスカの所有権が公式に米国に変更(Alaska Day)。
- 10月19日 - アルフレッド・ノーベルがダイナマイトの特許をスウェーデンでも取得（英国特許取得は5月7日）。
- 10月22日 - ナルシス・ムントリオルがバルセロナ港の海中で、潜水艇イクティネオIIに搭載された世界初の非大気依存推進機関の試運転を行う。
- 10月29日（慶応3年10月3日） - 大政奉還: 土佐藩が徳川慶喜へ建白書を提出。

### 11月
- 11月1日（慶応3年10月6日） - 岩倉具視が大久保利通と品川弥二郎へ錦の御旗を製作するよう命ず。図案は玉松操が担当。
- 11月9日（慶応3年10月14日） - 大政奉還: 徳川慶喜が明治天皇へ上奏文を提出。薩摩藩と長州藩に討幕の密勅が下される。
- 11月10日（慶応3年10月15日） - 大政奉還: 明治天皇が勅許し大政奉還成立。
- 11月16日（慶応3年10月21日） - 大政奉還: 徳川慶喜が大政奉還を布告。討幕の密勅が撤回される。
- 11月19日（慶応3年10月24日） - 大政奉還: 徳川慶喜が征夷大将軍を辞す。

### 12月
- 12月10日（慶応3年11月15日） - 坂本龍馬・中岡慎太郎暗殺される(近江屋事件)。
- 12月13日（慶応3年11月18日） - 伊東甲子太郎が暗殺される(油小路事件)。

### 日付不詳
- オレンジ自由国キンバリーでダイアモンド鉱床が発見される
- フランス領コーチシナ成立

## 誕生
- 1月6日（慶応2年12月1日） - 床次竹二郎、官僚・政治家（+ 1935年）
- 1月8日 - エミリー・グリーン・ボルチ、アメリカ合衆国の作家（+ 1961年）
- 1月17日 - カール・レムリ、ユニヴァーサル映画創設者（+ 1939年）
- 1月18日 - ルベン・ダリオ、ニカラグアの詩人（+ 1916年）
- 1月19日 - ジャン・デルヴィル、美術家（+ 1953年）
- 1月21日 - マキシム・ウェイガン、フランスの軍人（+ 1965年）
- 2月7日 - ローラ・インガルス・ワイルダー、アメリカの小説家、「大草原の小さな家」など「インガルス一家の物語」作者（+ 1957年）
- 2月9日（慶応3年1月5日） - 夏目漱石、小説家・イギリス文学者（+ 1916年）
- 2月21日（慶応3年1月17日） - 金須嘉之進、音楽家（+ 1951年）
- 2月22日（慶応3年1月18日） - 宮武外骨、ジャーナリスト（+ 1955年）
- 2月27日 - ヴィルヘルム・ペッテション＝ベリエル、スウェーデンの作曲家（+ 1942年）
- 3月6日 - サミュエル・フランクリン・コーディ、アメリカ合衆国の航空パイオニア（+ 1913年）
- 3月19日（慶応3年2月14日） - 豊田佐吉、豊田自動織機創業者（+ 1930年）
- 3月22日（慶応3年2月17日） - 山崎朝雲、彫刻家（+ 1954年）
- 3月23日（慶応3年2月18日） - 原嘉道、官僚・弁護士・法学者・政治家（+ 1944年）
- 3月25日 - アルトゥーロ・トスカニーニ、指揮者（+ 1957年）
- 3月25日 - ガットスン・ボーグラム、彫刻家（+ 1941年）
- 3月29日 - サイ・ヤング、元メジャーリーガー（+ 1955年）
- 4月1日（慶応3年2月27日） - 望月圭介、政治家（+ 1941年）
- 4月2日（慶応3年2月28日） - 斎藤斐章、教育者（+ 1944年）
- 4月5日（慶応3年3月1日） - 武藤山治、実業家・政治家（+ 1934年）
- 4月5日（慶応3年3月1日） - 志村源太郎、銀行家・官僚（+ 1930年）
- 4月9日 - クリス・ワトソン、第3代オーストラリア首相（+ 1941年）
- 4月10日 - ジョージ・ウィリアム・ラッセル、アイルランドの民族主義者（+ 1935年）
- 4月14日 - ファニー・トーマス、世界最高齢の人物 (+ 1981年)
- 4月16日 - ウィルバー・ライト、ライト兄弟の兄（+ 1912年）
- 4月23日 - ヨハネス・フィビゲル、デンマークの病理学者（+ 1928年）
- 5月7日 - ヴワディスワフ・レイモント、ポーランドの小説家（+ 1925年）
- 5月10日（慶応3年4月7日） - 財部彪、海軍軍人・政治家（+ 1949年）
- 5月14日 - クルト・アイスナー、バイエルン王国の政治家（+ 1919年）
- 5月18日（慶応3年4月15日） - 南方熊楠、博物学者・民俗学者（+ 1941年）
- 5月26日 - メアリー・オブ・テック、ジョージ5世の妃（+ 1953年）
- 5月27日 - アーノルド・ベネット、小説家・劇作家・評論家（+ 1931年）
- 6月4日 - カール・グスタフ・エミール・マンネルヘイム、元フィンランド大統領（+ 1951年）
- 6月8日 - フランク・ロイド・ライト、建築家（+ 1959年）
- 6月28日 - ルイジ・ピランデルロ、イタリアの作家（+ 1936年）
- 7月2日（慶応3年6月1日） - 賀陽宮邦憲王、皇族（+ 1909年）
- 7月8日 - ケーテ・コルヴィッツ、版画家・彫刻家（+ 1945年）
- 7月10日 - マクシミリアン・フォン・バーデン、バーデン大公家家長（+ 1929年）
- 7月27日 - エンリケ・グラナドス、作曲家（+ 1916年）
- 7月28日 - チャールズ・パーライン、天文学者（+ 1951年）
- 8月3日 - スタンリー・ボールドウィン、元イギリス首相（+ 1947年）
- 8月6日 - ジェームズ・ローブ、実業家（+ 1933年）
- 8月7日 - エミール・ノルデ、画家（+ 1956年）
- 8月14日 -　ジョン・ゴールズワージー、イギリスの作家（+ 1933年）
- 8月15日（慶応3年7月16日） - 池田成彬、財界人・政治家（+ 1950年）
- 8月22日（慶応3年7月23日） - 幸田露伴、小説家（+ 1947年）
- 9月5日 - エイミー・ビーチ、ピアニスト・作曲家（+ 1944年）
- 9月19日（慶応3年8月22日） - 野中到、気象学者（+ 1955年）
- 9月19日 - セイディー・マクマホン、メジャーリーガー（+ 1954年）
- 10月3日 - ピエール・ボナール、画家（+ 1947年）
- 10月14日（慶応3年9月17日） - 正岡子規、俳人・歌人（+ 1902年）
- 10月15日（慶応3年9月18日） - 藤島武二、洋画家（+ 1943年）
- 10月16日（慶応3年9月19日） - 東伏見宮依仁親王、皇族、海軍軍人（+ 1922年）
- 10月16日 - アンリ・ドルレアン、探検家（+ 1901年）
- 10月21日（慶応3年9月24日） - 徳川泰子、徳川家達夫人 （+ 1944年）
- 10月25日（慶応3年9月28日） - 平沼騏一郎、司法官僚・第35代内閣総理大臣（+ 1952年）
- 10月25日 - ユゼフ・ドヴブル＝ムシニツキ、ポーランド、帝政ロシアの軍人（+ 1937年）
- 10月28日 - ハンス・ドリーシュ、生物学者・自然哲学者（+ 1941年）
- 10月30日 - エド・デラハンティ、メジャーリーガー（+ 1903年）
- 11月2日 - ワシリー・サペルニコフ、ピアニスト・作曲家（+ 1941年）
- 11月5日（慶応3年10月10日） - 頼母木桂吉、政治家・実業家（+ 1940年）
- 11月6日（慶応3年10月11日） - 鈴木喜三郎、司法官僚・政治家（+ 1940年）
- 11月7日 - マリ・キュリー、物理学者、化学者（+ 1934年）
- 11月21日（慶応3年10月26日） - 伊東忠太、建築家・建築史家（+ 1954年）
- 12月5日 - ユゼフ・ピウスツキ、元ポーランド国家元首（+ 1935年）
- 12月6日 - エミー・カーマイケル、宣教師（+ 1951年）
- 12月9日 - 吉川与三太郎、男性長寿日本一の人物、明治改元以前に生まれた最後の日本人男性。 (+ 1976年)
- 12月27日 - レオン・ドラクロワ、ベルギー首相（+ 1929年）

## 死去
- 1月14日 - ドミニク・アングル、画家（* 1780年）
- 1月18日 - 山本音吉、日英和親条約締結に貢献した日本初の国際人（* 1819年）
- 1月30日（慶応2年12月25日） - 孝明天皇、第121代天皇（* 1831年）
- 4月3日 - ジョージ・ランドルフ、第3代アメリカ連合国陸軍長官（* 1818年）
- 5月17日（慶応3年4月14日） - 高杉晋作、長州藩士・奇兵隊創設者（* 1839年）
- 5月27日 - トマス・ブルフィンチ、作家（* 1796年）
- 6月19日 - マクシミリアン、メキシコ皇帝（* 1832年）
- 6月20日（慶応3年5月18日） - 太田資始、江戸幕府老中・掛川藩主（* 1799年）
- 7月15日（慶応3年6月14日） - 茨木司、新選組隊士
- 7月15日（慶応3年6月14日）- 佐野七五三之助、新選組隊士（* 1836年）
- 7月23日（慶応3年6月22日） - 武田観柳斎、新選組隊士（* 1830年頃）
- 7月26日 - オソン1世、ギリシャ王（* 1815年）
- 8月8日 - マリーア・テレーザ、両シチリア王フェルディナンド2世の2度目の王妃（* 1816年）
- 8月25日 - マイケル・ファラデー、化学者・物理学者（* 1791年）
- 8月31日 - シャルル・ボードレール、詩人（* 1821年）
- 9月11日（慶応3年8月14日） - 原市之進、一橋徳川家家臣（* 1838年）
- 9月11日（慶応3年8月14日）- 鷹司輔政、江戸時代の公卿（* 1849年）
- 9月25日（慶応3年8月28日） - 塩谷宕陰、儒学者（* 1809年）
- 9月26日 - ジェイムズ・ファーガソン、天文学者（* 1797年）
- 9月29日 - スターリング・プライス、アメリカ連合国軍少将（* 1809年）
- 9月30日（慶応3年9月3日） - 赤松小三郎、兵学者（* 1831年）
- 10月19日 - ジェームズ・サウス、天文学者（* 1785年）
- 10月23日 - フランツ・ボップ、言語学者（* 1791年）
- 10月27日 - ジョン・ロッテスリー、天文学者（* 1798年）
- 10月31日 - ウィリアム・パーソンズ、天文学者（* 1800年）
- 11月13日（慶応3年10月18日） - 琳瑞、浄土宗の僧（* 1830年）
- 11月23日（慶応3年10月28日） - 近藤周助、天然理心流剣術3代目宗家（* 1792年）
- 11月26日 - ヘルマン・アーダム・フォン・カンプ、教育学者・作家・作詞家（* 1796年）
- 12月1日（慶応3年11月6日） - 野村望東尼、歌人・勤皇家（* 1806年）
- 12月10日（慶応3年11月15日） - 坂本龍馬、日本の幕末の志士（* 1836年）
- 12月12日（慶応3年11月17日） - 中岡慎太郎、日本の幕末の志士（* 1838年）
- 12月13日（慶応3年11月18日） - 伊東甲子太郎、御陵衛士盟主（* 1835年）
- 12月13日（慶応3年11月18日）- 毛内有之助、御陵衛士（* 1835年）
- 12月13日（慶応3年11月18日）- 服部武雄、御陵衛士（* 1832年）
- 12月17日（慶応3年11月22日） - 阿部正方、第9代備後福山藩主（* 1848年）
- 12月20日（慶応3年11月25日） - 武田物外、曹洞宗の僧・不遷流開祖（* 1795年）
- 12月22日 - テオドール・ルソー、画家（* 1812年）
- 月日不詳 - 駱秉章、清の四川総督（* 1793年）
- 月日不詳 - アブラハム・マプー、ヘブライ語作家（* 1808年）
- 月日不詳 - 斎藤その女、俳人（* 1781年）
- 月日不詳 - 任柱、捻軍の指導者